# Lummelunda kyrka
Lummelunda kyrka är en kyrkobyggnad  i Visby stift på Gotland och är församlingskyrka i Stenkyrka församling.

## Kyrkobyggnaden
Kyrkan är uppförd av kalksten under medeltiden. Den består av ett romanskt långhus med kyrktorn i väster, samt ett större gotiskt kor i öster med nordlig sakristia. Långhus och torn uppfördes omkring 1200, då med ett mindre, eventuellt absidförsett, kor. Omkring mitten av 1300-talet påbörjades en stor ombyggnad med syfte att förnya och förstora hela kyrkan, endast koret kom dock till utförande. Sakristians datering är oklar, den omtalas tidigast 1739. Tornspiran är från 1636. De olika byggnadsepokerna tydliggörs i sydportalerna: långhusets romanska rundbågeportal och korets spetsbågiga perspektivportal med skulpterade kapitälband och vimperg. Långhusets fönster är förändrade under 1600- och 1800-talen. Trefönstergruppen i korets östmur är ursprunglig. Den tidigaste förändringen i interiören skedde vid 1200-talets senare del, då tornbågen vidgades och fick sin nuvarande utformning med ornamental målning. Vid arkitekt Åke Pornes restaurering 1960–1961 avlägsnades en västläktare och dopfunten placerades i tornbågen, vars målning framtagits. Vid samma tidpunkt fick långhuset sitt vinklade betongtak (med molndekor av konstnären Harald Norrby 1989), som då ersatte ett provisoriskt plant träinnertak, vilket skar av korets spetsiga triumfbåge. Koret täcks av ett tältvalv, vilket genom sina buktiga diagonaler fått en åttsidig form. Äldsta kalkmålningen är från 1250 och pryder tornbågen. Kalkmålningar från 1400-talet finns i både kor och långhus.

## Inventarier
- Dopfunten är från 1200-talet och står under tornbågen.
- En träskulptur är från omkring 1500.
- Altartavlan är från 1663 och har nattvardens instiftelse som centralmotiv.
- Predikstolen från 1664 har målningar föreställande evangelisterna.

## Bildgalleri

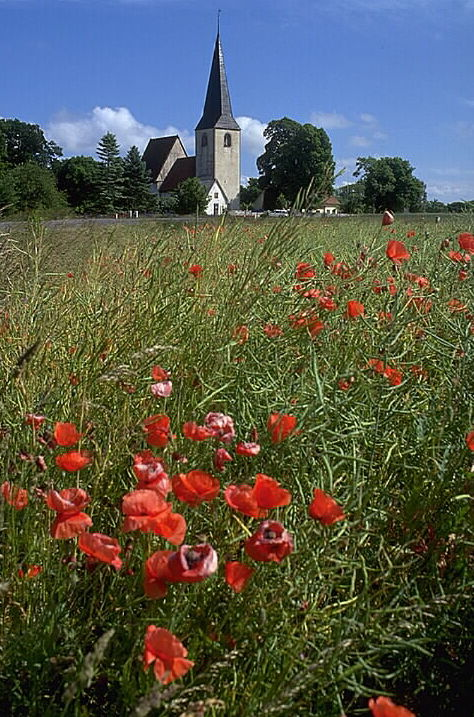
Kyrkan i landskapet
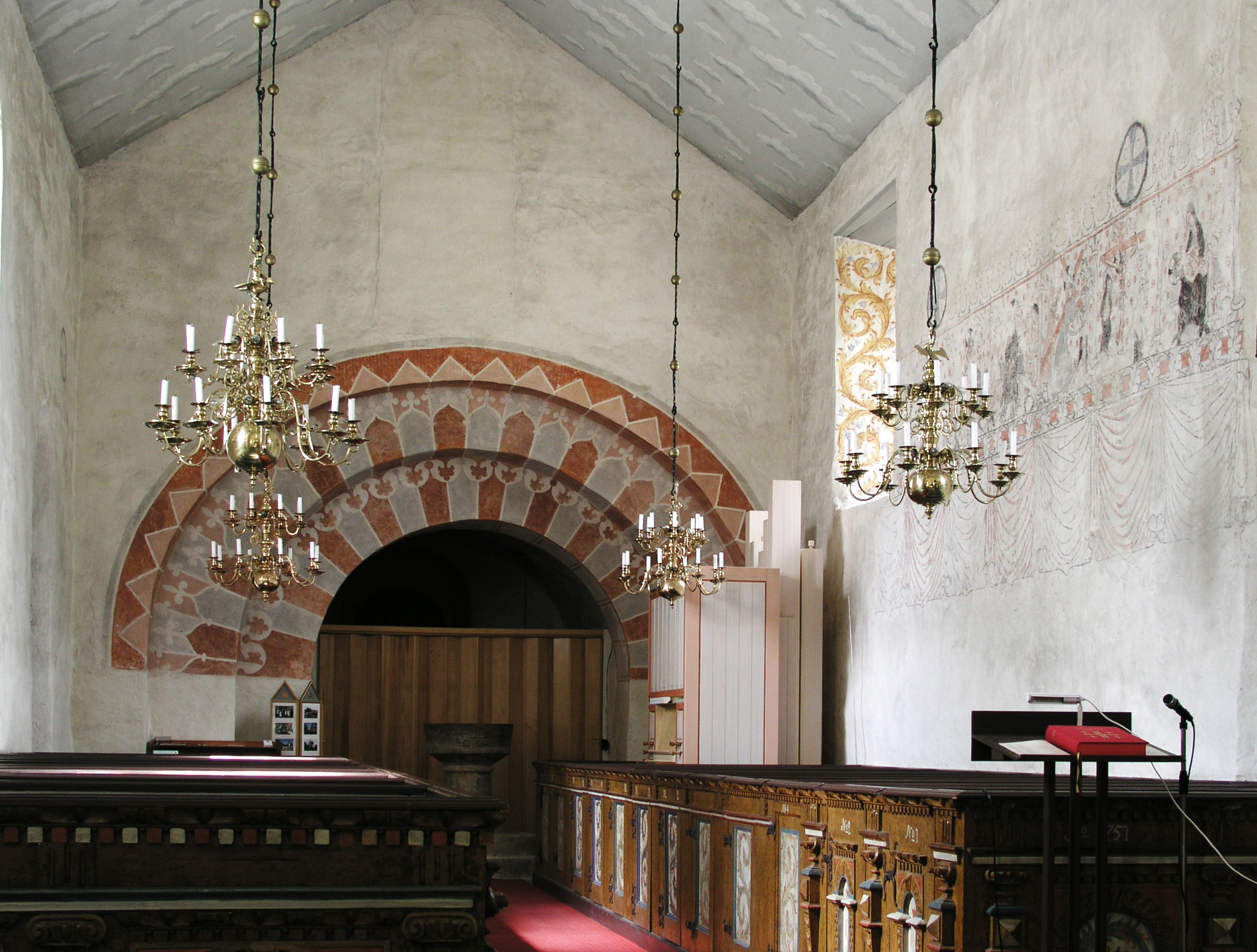
Kyrkorummet mot väster
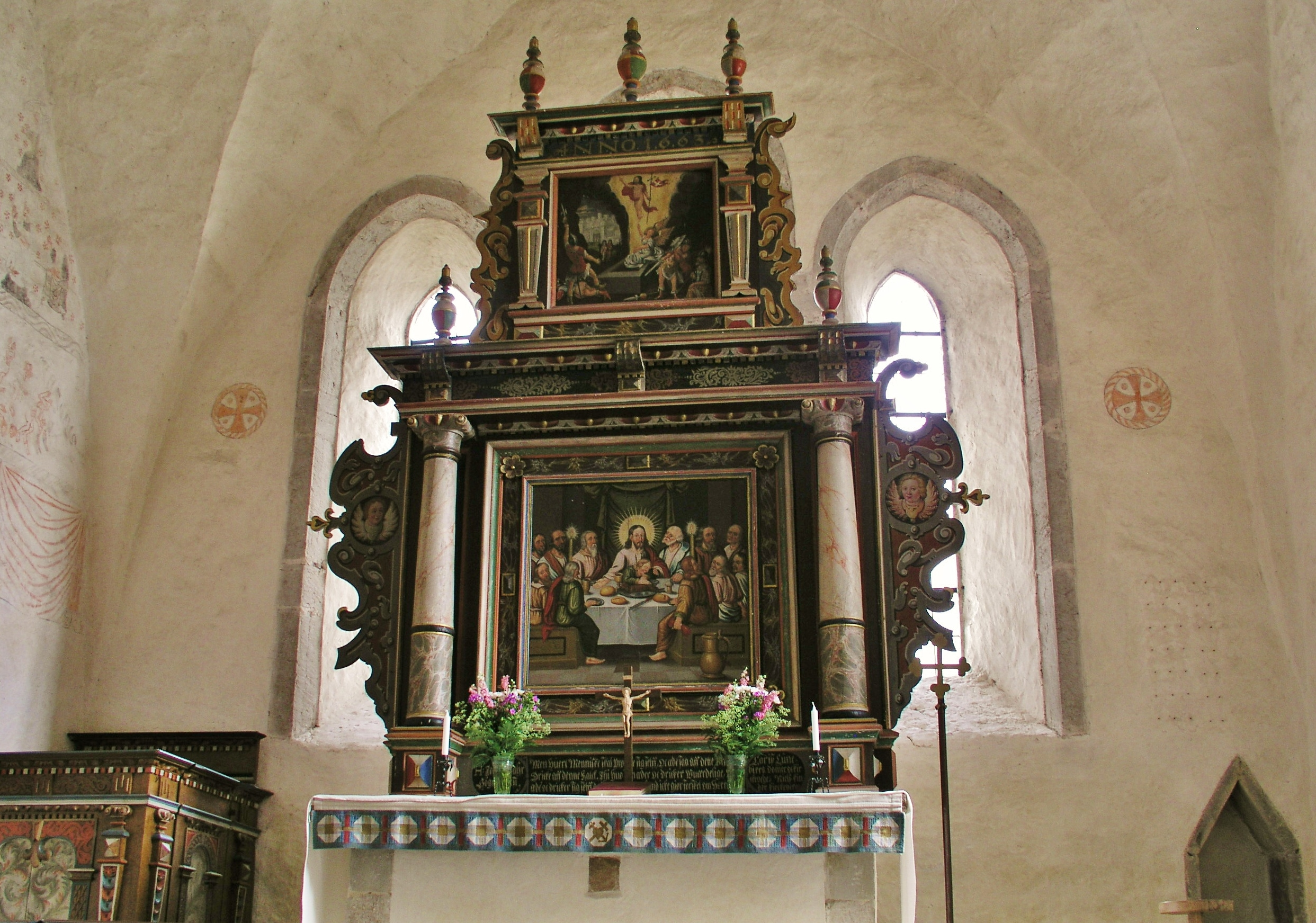
Altaruppsatsen
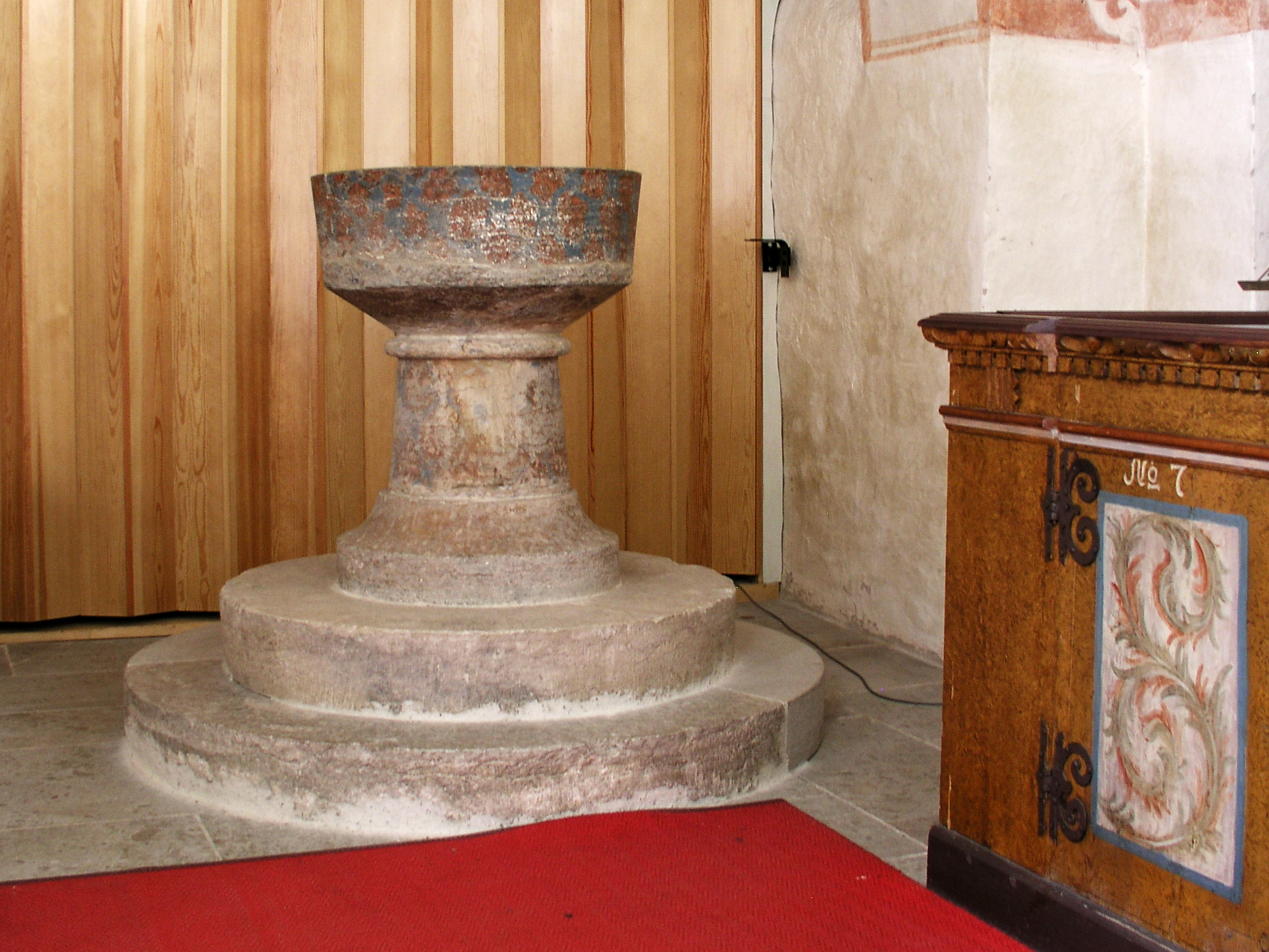
Dopfunten
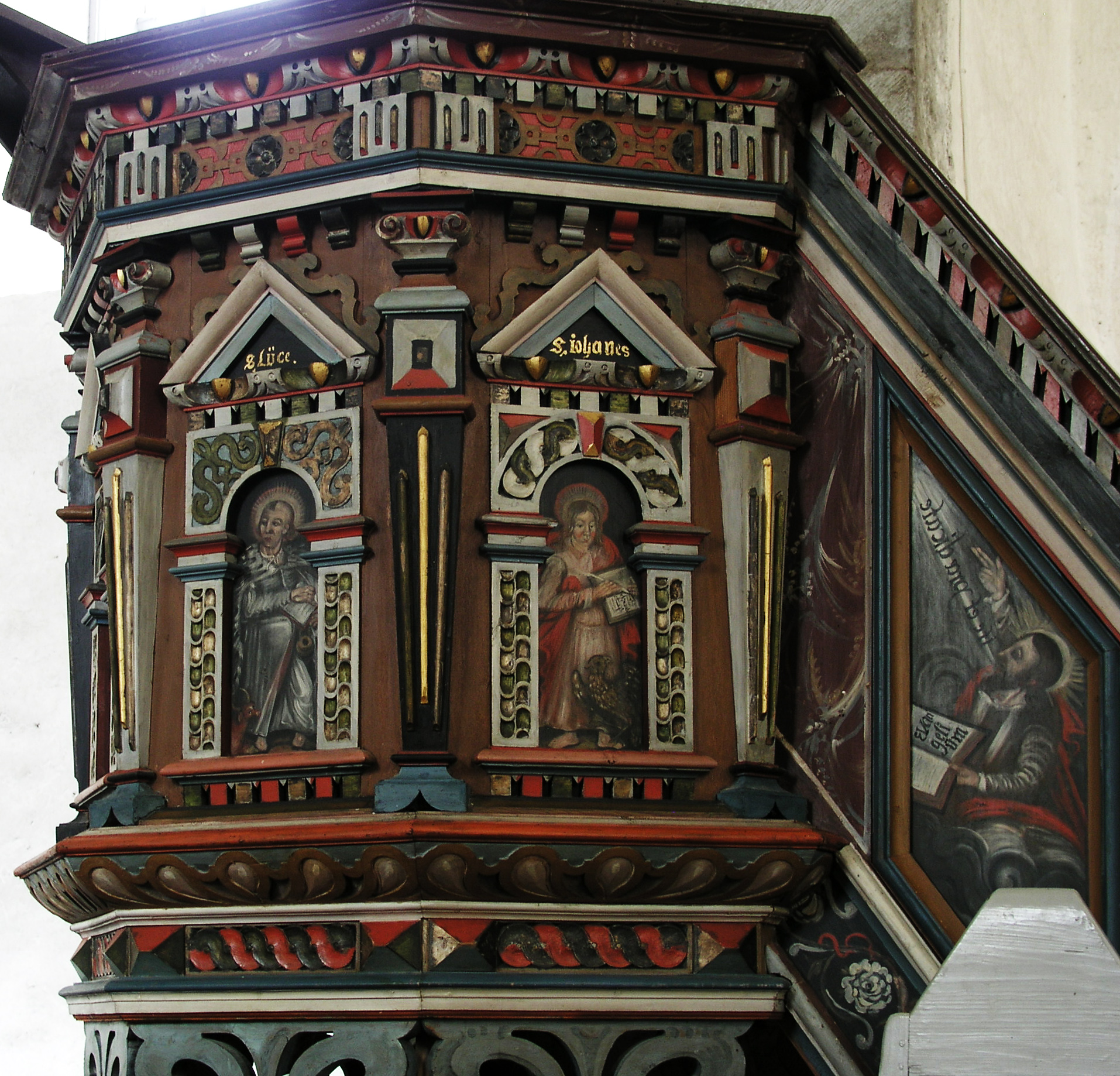
Predikstolen
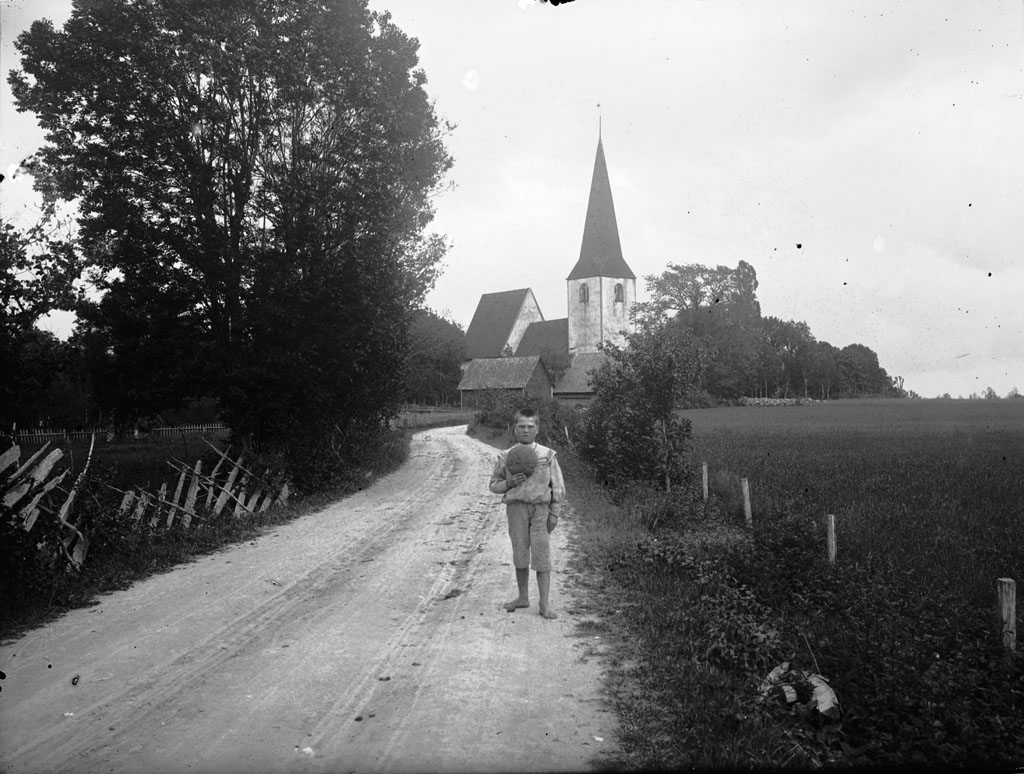
Pojke med boll framför Lummelunda kyrka, 1910.

## Orgel

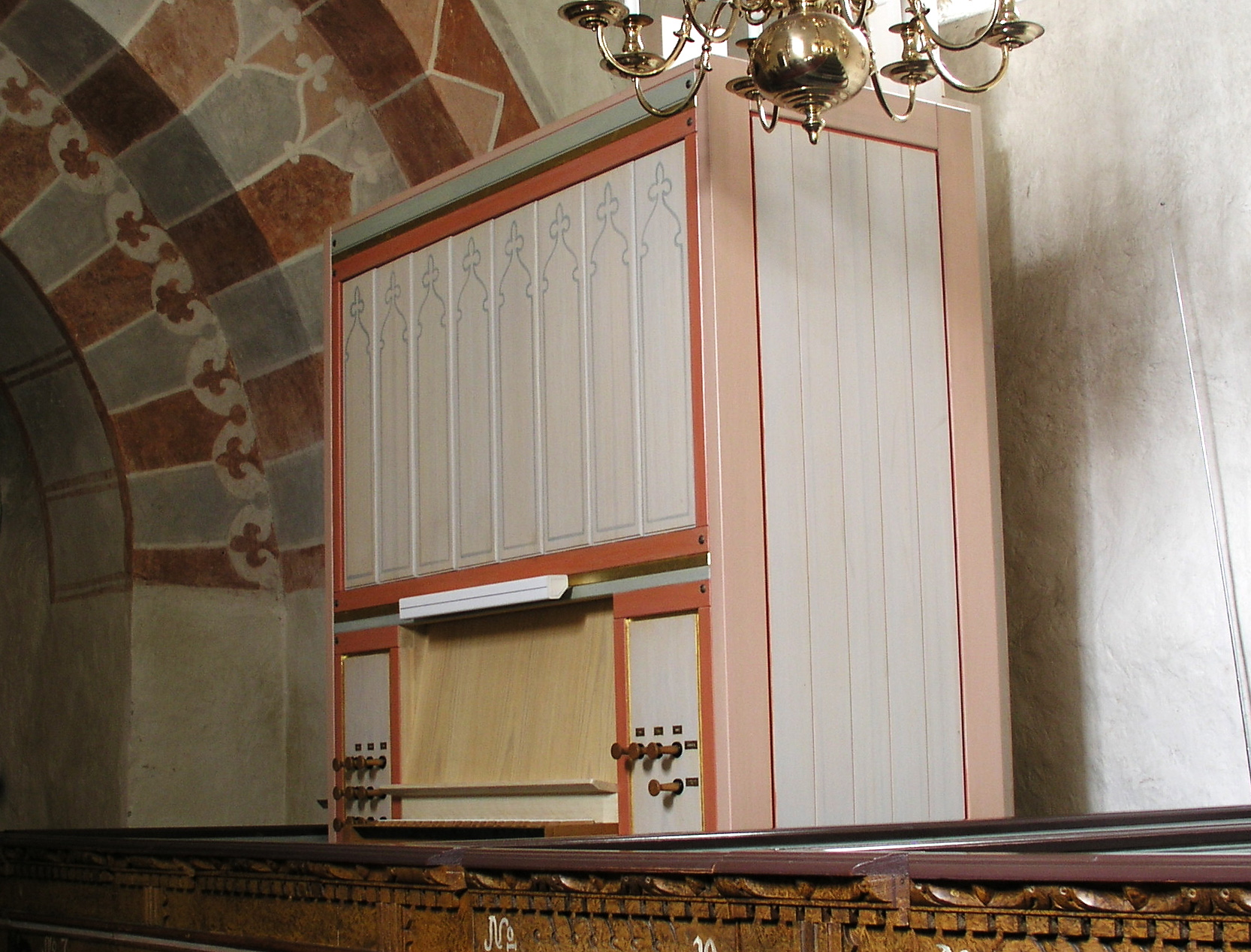
Orgeln

- 1961 flyttades en orgel med 5 stämmor till kyrkan. Den flyttades 1988 till Hallshuks fiskekapell i Halls församling.
- Nuvarande orgel byggdes 1989 av Septima Orgel AB i Umeå. Orgeln är elektrisk och alla stämmor kan disponeras fritt på 2 manualer och pedal.

| Svällverk         | Pedal | Koppel                                  |
| Subbas 16’        |       | I 4'/I. Selektiv Subbas 16' i manual I. |
| Gedackt 8’        |       |                                         |
| Rörflöjt 4’       |       |                                         |
| Principal 2'      |       |                                         |
| Crescendosvällare |       |                                         |

### Webbkällor
- guteinfo
- på Gotland
- Orgelanders
- Stenkyrka församling
- byggnadspresentation (Fritt material varifrån denna artikel delvis är hämtad)